# Ika sōmen
Ika sōmen (イカそうめん, 烏賊素麺, いかソーメン "mì mực") là một loại sashimi được làm từ mực được cắt thành các dải mịn, gần giống với loại mì sōmen. Chúng thường được phục vụ với gừng và nước tương hoặc nước sốt mentsuyu làm từ nước tương. Chúng được húp lên, giống như cách ăn mì theo văn hóa Nhật Bản.

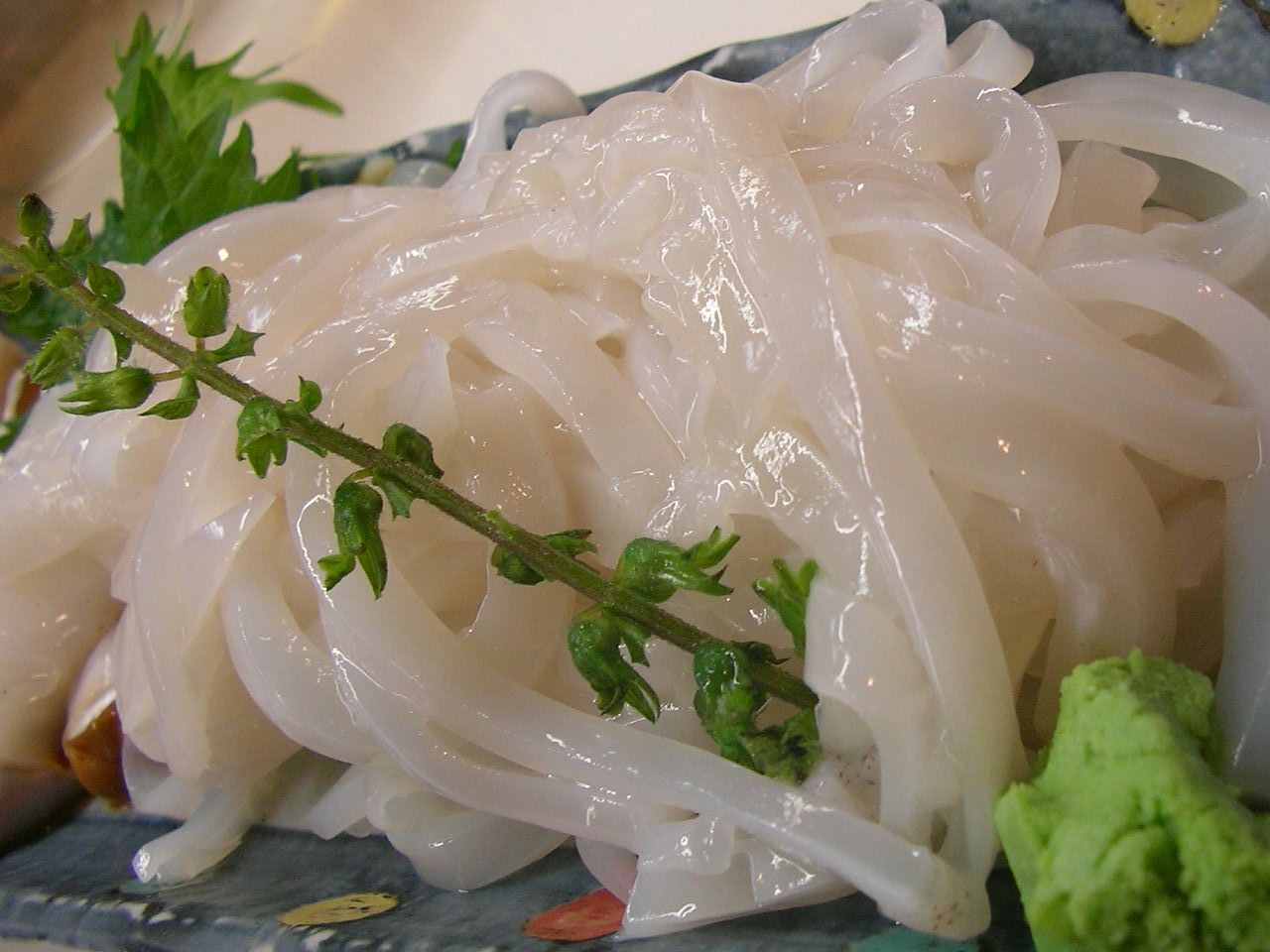
Ika somen, ăn kèm với wasabi, tía tô.

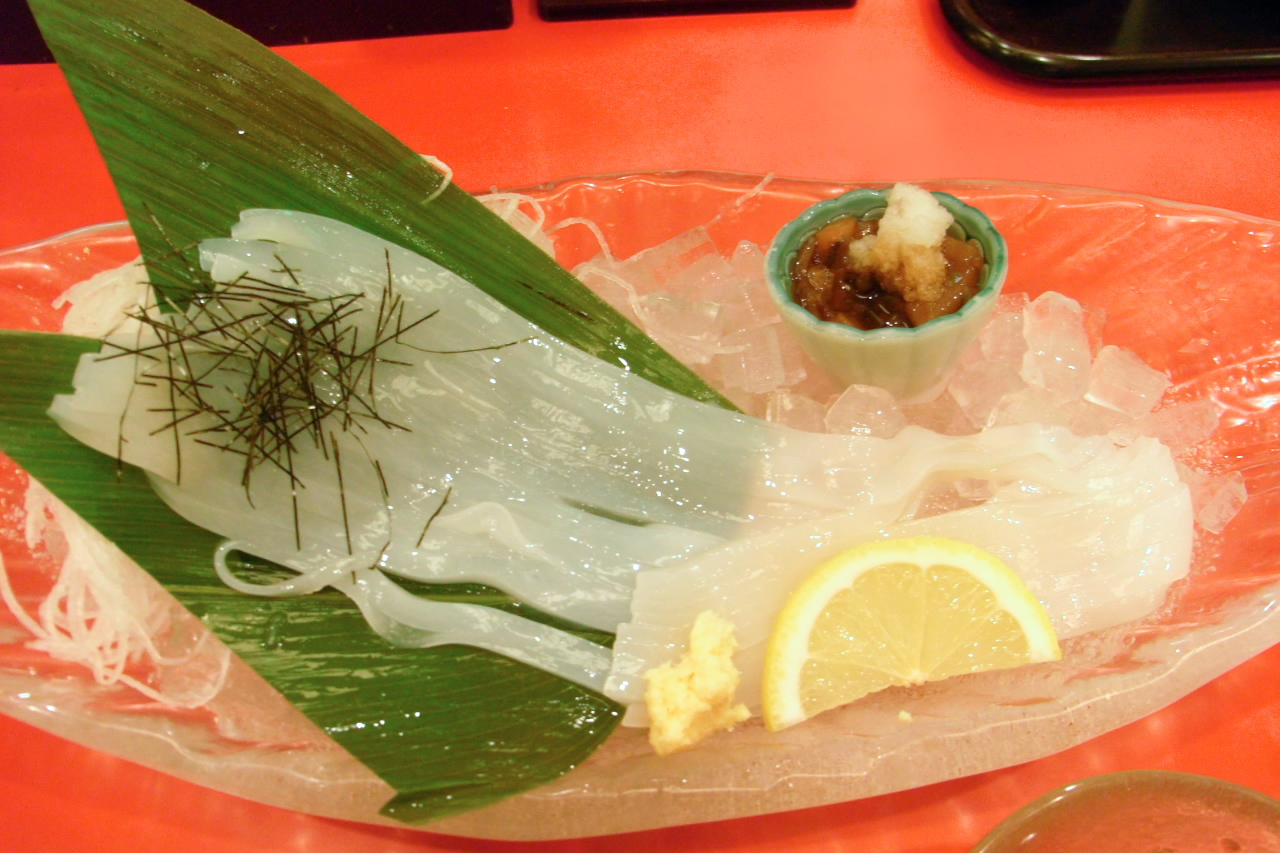
Ika somen tại một sân bay.

Nó được coi là một đặc sản của Hokkaido, đặc biệt là Hakodate, một cảng cá nơi mực được đánh bắt, mặc dù khái niệm khu vực này đã bị thách thức bởi sự sẵn có trên các thị trường rộng lớn hơn do chủ nghĩa thương mại.